# T’aet’an
T’aet’an (kor. 태탄군, T’aet’an-gun) – powiat w Korei Północnej, w prowincji Hwanghae Południowe. W 2008 roku liczył 64 258 mieszkańców. Graniczy z powiatami Ryong’yŏn i Chang’yŏn od zachodu, Samch’ŏn od północy, Pyŏksŏng od wschodu i Ongjin od południa. Powiat znajduje się nad Morzem Żółtym, określanym w Korei Północnej jako Morze Zachodniokoreańskie.

## Historia
Przed wyzwoleniem Korei spod okupacji japońskiej tereny należące do powiatu wchodziły w skład powiatów Chang’yŏn i Pyŏksŏng. W obecnej formie powstał w wyniku gruntownej reformy podziału administracyjnego w grudniu 1952 roku. W jego skład weszły wówczas tereny należące wcześniej do miejscowości Mokgam, Sokdal, Hu'nam (wszystkie poprzednio znajdowały się w powiecie Chang’yŏn), Taech'a, Unsan (6 wsi – obie z powiatu Pyŏksŏng) i Kach'ŏn (3 wsie – powiat Ongjin). Powiat T’aet’an składał się wówczas z jednego miasteczka (T’aet’an-ŭp) i 18 wsi (kor. ri). W grudniu 1952 roku do powiatu włączono wieś Kongse (wcześniej znajdowały się w powiecie Samch’ŏn). W marcu 1961 część powiatu przeszła w granice administracyjne powiatu Ryong’yŏn.

## Podział administracyjny powiatu
W skład powiatu wchodzą następujące jednostki administracyjne:
| Nazwa jednostki administracyjnej | Rodzaj jednostki administracyjnej | Hangul | Hancha |
| -------------------------------- | --------------------------------- | ------ | ------ |
| T’aet’an-ŭp                      | miasteczko                        | 태탄읍 | 苔灘邑 |
| Sŏngnam-ri                       | wieś                              | 성남리 | 城南里 |
| Taejin-ri                        | wieś                              | 대진리 | 大進里 |
| Ok'am-ri                         | wieś                              | 옥암리 | 玉岩里 |
| Sudong-ri                        | wieś                              | 수동리 | 水洞里 |
| Kwasan-ri                        | wieś                              | 과산리 | 果山里 |
| Ryujŏng-ri                       | wieś                              | 류정리 | 柳亭里 |
| Jich'on-ri                       | wieś                              | 지촌리 | 芝村里 |
| Unsan-ri                         | wieś                              | 운산리 | 雲山里 |
| Hakch'ŏn-ri                      | wieś                              | 학천리 | 鶴川里 |
| Kongse-ri                        | wieś                              | 공세리 | 公稅里 |
| Mokgam-ri                        | wieś                              | 목감리 | 牧甘里 |
| Sambong-ri                       | wieś                              | 삼봉리 | 三峰里 |
| Musan-ri                         | wieś                              | 무산리 | 茂山里 |
| Kiam-ri                          | wieś                              | 기암리 | 基岩里 |
| Puyang-ri                        | wieś                              | 부양리 | 釜陽里 |